# Shahrestān di Bahmai
Lo shahrestān di Bahmai (farsi شهرستان بهمئی) è uno degli 8 shahrestān della provincia di Kohgiluyeh e Buyer Ahmad, il capoluogo è Likak.